# Eddy Kenzo
Eddy Kenzo, pseudonimo di Edrisah Kenzo Musuuza (Masaka, 25 dicembre 1989), è un cantante ugandese.

## Biografia
Eddy Kenzo è stato candidato per la prima volta agli MTV Africa Music Awards nella categoria di miglior artista dal vivo del 2016. L'anno precedente ha vinto il suo primo BET Award per il miglior nuovo artista internazionale, mentre ai Kids' Choice Awards 2018 si è portato a casa il trofeo alla star africana preferita.
Nel corso della sua carriera ha pubblicato sei album in studio, tra cui il più recente Blessings (2023).

## Discografia

### Album in studio
- 2014 – Sitya Loss
- 2016 – Zero to Hero
- 2017 – Biology
- 2018 – Roots
- 2021 – Made in Africa
- 2023 – Blessings

### Singoli
- 2009 – Yanimba (con Mikie Wine)
- 2015 – Royal (feat. Patoranking)
- 2015 – Be Happy
- 2015 – Mariaroza
- 2015 – Freestyle
- 2016 – Zaake
- 2016 – Kadondo Style
- 2016 – Disco Life
- 2016 – Dagala
- 2017 – Addicted (feat. Alaine)
- 2017 – Malembe (con Werrason)
- 2017 – Jubilation
- 2017 – Yasolo (feat. Heavy K)
- 2018 – Pull Up
- 2018 – Your Value
- 2018 – Gear Lever (feat. Pia Pounds & Ragga Ben)
- 2018 – Mbakooye
- 2019 – My Bae (con Chozen Blood e Feffebussi)
- 2019 – Signal
- 2019 – Raha
- 2019 – System volongoto
- 2019 – Lean Back (feat. B.M. & Robinio Mundibu)
- 2019 – Rhoda (feat. Awilo Longomba)
- 2019 – Never
- 2019 – Selebu
- 2019 – Bikyuuka
- 2019 – Inabana (con Harmonize)
- 2019 – Bibaawo
- 2019 – Congs Mama
- 2019 – Semyekozo
- 2020 – Tweyagale
- 2020 – 2020 (Tweni tweni)
- 2020 – Sonko
- 2020 – Mugole
- 2020 – Yogera bulungi
- 2020 – Blessed
- 2020 – Lockdown Vibe (con Masaka Kids Africana)
- 2021 – Sokoma (con Blaq Jerzee e Marioo)
- 2021 – Sango (feat. Martha Mukisa)
- 2021 – Sitani talina maanyi (Amiina)
- 2021 – Keke
- 2022 – Enjoyment (con Rickman Manrick)
- 2022 – Nsimbudde
- 2022 – Follow
- 2022 – Mumpowe
- 2022 – Kyakalamu
- 2022 – Sinza
- 2022 – My Life (con Kiflex)
- 2023 – Tudigida (feat. Roberto)
- 2023 – MariaRoza
- 2023 – Bombastic
- 2023 – Born in Africa
- 2023 – Nkuwe (con Kin Bella)
- 2023 – Leega
- 2023 – Sisikem (con Titus Vybes)
- 2023 – Sibiwulira
- 2023 – Nyonyi nyange (con Oma Afrikana)
- 2023 – Kalasi (con Recho Rey)
- 2023 – Omutto
- 2024 – Byansi
- 2024 – Muleleetu
- 2024 – Am a Winner (con Dr. Popa)